# Edifici al carrer de Vic, 22 (Caldes de Montbui)
L'Edifici al carrer de Vic, 22 és una obra de Caldes de Montbui (Vallès Oriental) protegida com a bé cultural d'interès local.

## Descripció
És un edifici entre mitgeres de planta baixa i dos pisos amb coberta a dues vessants d teula àrab. Té la estructura tradicional de parets de càrrega i de forjats unidireccionals de bigues i biguetes de fusta. La casa ha estat molt modificada al llarg de la història. A la façana s'obre, a la planta baixa, la porta allindada amb una finestra quadrangular a un costat. Al primer pis hi ha una finestra d'arc conopial amb la llinda i els brancals de pedra. a la segona planta s'obren dos grans finestres quadrangulars. L'edifici queda rematat per un caneló de ceràmica.